# Churchill Cup 2010
La Churchill Cup 2010 fue la octava edición de la competencia de rugby hoy extinta.
Comenzó el 5 de junio y terminó el 19 del mismo mes. 
Los England Saxons se consagraron campeones al vencer en la final a Canadá.

## Posiciones

### Grupo A
| Pos. | Equipo    | Encuentros | Encuentros | Encuentros | Encuentros | Tantos  | Tantos    | Tantos     | Puntos |
| Pos. | Equipo    | jugados    | ganados    | empatados  | perdidos   | a favor | en contra | diferencia | Puntos |
| ---- | --------- | ---------- | ---------- | ---------- | ---------- | ------- | --------- | ---------- | ------ |
| 1    | Canadá    | 2          | 2          | 0          | 0          | 81      | 33        | + 48       | 9      |
| 2    | Francia A | 2          | 1          | 0          | 1          | 70      | 43        | + 27       | 6      |
| 3    | Uruguay   | 2          | 0          | 0          | 2          | 16      | 91        | - 75       | 0      |

| 5 de junio | Canadá | 48 – 6 | Uruguay |  |  |

| 9 de junio | Francia A | 43 – 10 | Estados Unidos |  |  |

| 13 de junio | Francia A | 33 – 27 | Uruguay |  |  |

### Grupo B
| Pos. | Equipo         | Encuentros | Encuentros | Encuentros | Encuentros | Tantos  | Tantos    | Tantos     | Puntos |
| Pos. | Equipo         | jugados    | ganados    | empatados  | perdidos   | a favor | en contra | diferencia | Puntos |
| ---- | -------------- | ---------- | ---------- | ---------- | ---------- | ------- | --------- | ---------- | ------ |
| 1    | England Saxons | 2          | 2          | 0          | 0          | 81      | 26        | + 55       | 10     |
| 2    | Estados Unidos | 2          | 1          | 0          | 1          | 48      | 54        | - 6        | 5      |
| 3    | Rusia          | 2          | 0          | 0          | 2          | 39      | 88        | - 49       | 0      |

| 5 de junio | Estados Unidos | 39 – 22 | Rusia |  |  |

| 9 de junio | England Saxons | 49 – 17 | Rusia |  |  |

| 13 de junio | England Saxons | 32 – 9 | Estados Unidos |  |  |

### Quinto puesto
| 19 de junio | Rusia | 38 – 19 | Uruguay |  |  |

### Tercer puesto
| 19 de junio | Francia A | 24 – 10 | Estados Unidos |  |  |

## Final
| 19 de junio | England Saxons | 38 - 18 | Canadá |  |  |